# Медсаве
Медсаве су насељено место у саставу града Самобора у Загребачкој жупанији, Хрватска. До територијалне реорганизације у Хрватској налазиле су се у саставу старе загребачке приградске општине Самобор.

## Становништво
На попису становништва 2011. године, Медсаве су имале 242 становника.

## Попис1991.
На попису становништва 1991. године, насељено место Медсаве је имало 242 становника, следећег националног састава:
| Попис 1991.‍ | Попис 1991.‍ | Попис 1991.‍ | Попис 1991.‍ | Попис 1991.‍ |
| ----------- | ----------- | ----------- | ----------- | ----------- |
|             |             |             |             |             |
| Хрвати      | Хрвати      |             | 241         | 99,58%      |
| Мађари      | Мађари      |             | 1           | 0,41%       |
| укупно: 242 |             |             |             |             |